# Adán Gurdiel
Adán Gurdiel Mella (Fabero, León; 12 de noviembre de 1993) es un futbolista español que juega como centrocampista ofensivo o lateral derecho en el C. D. Badajoz de la Tercera Federación.

## Carrera
Adán Gurdiel Mella, futbolista nacido en la localidad berciana de Fabero y que se inicia en el mundo del balompié en el equipo de dicha localidad, el C.D. Fabero. Tras una campaña en la categoría benjamín de dicho club pasa a formar parte de la cantera de la SD Ponferradina pasando por las diferentes categorías en sus divisiones autonómicas y nacionales hasta debutar con el primer equipo en la temporada 2012-13 disputando una eliminatoria de copa del Rey frente a la S. D. Huesca en el estadio de El Alcoraz llegando a transformar un tanto en la decisiva tanda de penaltis que dio el pase a siguiente ronda al equipo berciano.
En la temporada 2013-2014, finalizada su etapa juvenil acuerda salir cedido a la Cultural y Deportiva Leonesa convirtiéndose en uno de los hombres más destacados del equipo que volvía en ese año a la división de bronce de la mano del preparador Luís Cembranos y que conseguía la permanencia faltando varias jornadas para la conclusión de la liga regular.
Tras la cesión retorna a Ponferrada y a pesar de la salida del club de su padre futbolístico "Claudio Barragan" apuesta por intentar hacerse un hueco en la segunda división a las órdenes de Manolo Diaz, y cerrando un buen año en el que logra disputar 14 partidos en un equipo que se quedó fuera de los playoffs de ascenso a primera división en la última jornada. De esta temporada se recuerda el tanto que en el fondo norte del estadio del Toralín le endosó una fría tarde de diciembre al R. C. D. Mallorca, magistralmente narrado por el periodista berciano Toño Jiménez y que a la postre sería elegido como el mejor gol de la primera vuelta en la liga Adelante.
La temporada 2015-2016 es la de la consagración del futbolista faberense dentro del primer equipo de la S.D.Ponferradina. Reconvertido a lateral derecho por Manolo Diaz se convierte en un fijo dentro del esquema del preparador madrileño hasta que por expresa decisión del club es apartado del primer equipo como medida de presión para forzar la renovación de su contrato ante los cantos de sirena llegados de diferentes equipos de la geografía nacional. Finalmente acuerda su renovación y firma su primer contrato como profesional que le vincula al club berciano por lo que queda de temporada y dos más. Tras la renovación, e inaugurada la peña que lleva su nombre en su localidad natal el 29 de enero de 2016 el equipo entra en barrena y acaba perdiendo la categoría en una última jornada agónica.
Tras el descenso Adán continúa la temporada 2016-2017 en una S.D. Ponferradina que cuaja un mal año no llegando al objetivo del playoff de ascenso y en la que Adán sufre una pubalgia que lo tiene apartado de los terrenos de juego gran parte de la temporada. Destacar que su gol ante el Racing de Ferrol sería elegido el mejor tanto del año en Segunda B.
En julio de 2017 firma por el Lorca Fútbol Club, club recién ascendido a la Liga 123 con el que debuta como titular el 18 de agosto de 2017 jugando de titular en la victoria por  2-0 ante la Cultural y Deportiva Leonesa.
En verano de 2018 se convierte en nuevo jugador del UCAM Murcia Club de Fútbol.
El 13 de enero de 2021, después de desvincularse del UCAM Murcia Club de Fútbol, firma por el Real Murcia CF de la Segunda División B de España hasta final de temporada.
El 1 de octubre de 2021, firma por el Club Deportivo El Ejido de la Segunda División RFEF.
El 14 de enero de 2022, firma por el Linares Deportivo de la Primera División RFEF.
El 30 de julio de 2022, firma por el Centre d'Esports Sabadell Futbol Club de la Primera División RFEF.
El 8 de julio de 2023 el Club Deportivo Badajoz anunciaría su llegada firmando por una temporada más otra opcional según objetivos.

## Clubes
| Club                                  | País   | Año             |
| ------------------------------------- | ------ | --------------- |
| SD Ponferradina                       | España | 2012 - 2013     |
| Cultural y Deportiva Leonesa (Cedido) | España | 2013 - 2014     |
| SD Ponferradina                       | España | 2014 - 2017     |
| Lorca FC                              | España | 2017            |
| Racing de Santander                   | España | 2018            |
| UCAM Murcia Club de Fútbol            | España | 2018 - 2020     |
| Real Murcia CF                        | España | 2021            |
| Club Deportivo El Ejido               | España | 2021            |
| Linares Deportivo                     | España | 2022            |
| Centre d'Esports Sabadell Futbol Club | España | 2022-2023       |
| C. D. Badajoz                         | España | 2023-Actualidad |